# Albrecht Thaer

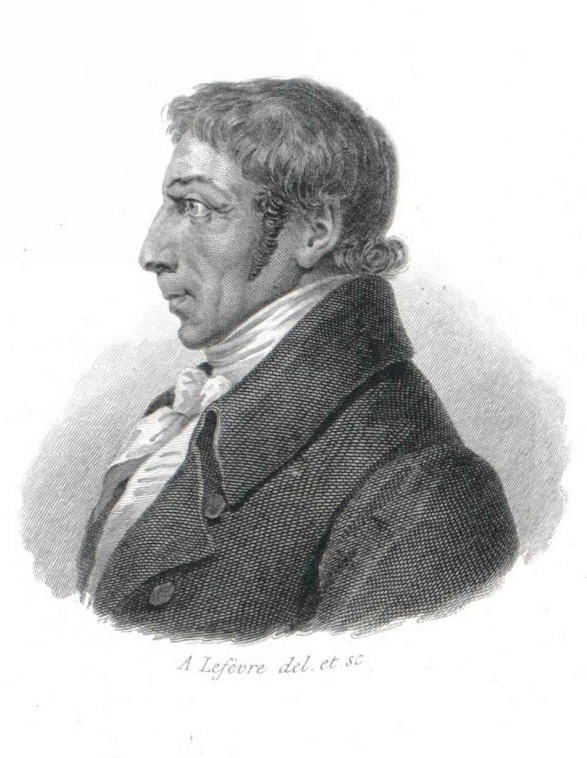
Albrecht Thaer

Albrecht Daniel Thaer (Celle, 14 mei 1752 - Wriezen, 26 oktober 1828) was een Duits arts en landbouwkundige, hoogleraar in Berlijn, en schrijver van boeken over landbouw. Hij geldt als een van de grondleggers van de landhuishoudkunde aan het einde van de 18e eeuw.
Thaer had het geluk, uit een gebied te komen, waar het Huis Hannover regeerde, waardoor hij gemakkelijk toegang had tot Engeland en de daar al voortschrijdende agrarische revolutie. Thaer concludeerde daar, dat o.a. door de in Engeland al ontwikkelde kennis van het principe der vruchtwisseling de landbouwopbrengst per hectare groter was dan in zijn vaderland. Ook volgde hij het voorbeeld van zijn Engelse vakbroeders uit die tijd, die zowel afgestudeerd arts waren, als eigenhandig een boerenbedrijf runden, en de ervaringen uit die twee vakgebieden combineerden. In 1798 schreef hij daarover een boek met de titel: Einleitung zur Kenntniß der englischen Landwirthschaft und ihrer neueren praktischen und theoretischen Fortschritte, in Rücksicht auf Vervollkommnung deutscher Landwirthschaft für denkende Landwirthe und Cameralisten. Dit boek trok de aandacht van koning Frederik Willem II van Pruisen, die het las en de inhoud als zeer nuttig beschouwde. De "Engelse landbouw" moest ook in Pruisen worden ingevoerd, vond de koning.
Tot 1804 woonde Thaer in Celle, de laatste jaren in de in zijn opdracht gebouwde Thaersche Villa, met grote tuin, aan de stadsrand, bedoeld voor landbouwwetenschappelijke proefnemingen. Na zijn bezittingen daar met groot verlies te hebben moeten verkopen,  trad hij in Pruisische dienst, zij het, dat de Napoleontische oorlogen zijn activiteiten daar nog enige jaren belemmerden. In Pruisen vestigde hij zich op het landgoed Rittergut Möglin ( thans gemeente Reichenow-Möglin), waar hij een nieuwe landbouwhogeschool stichtte. Hier bracht Thaer ook zijn levensavond door. Op deze locatie bevindt zich Thaers graf, en te zijner gedachtenis is in het dorp Möglin sinds 2008 een  aan Thaer en zijn werk gewijd museum aanwezig.
Zijn bekendste publicatie is het vierdelige Grundsätze der rationellen Landwirthschaft (1809–1812), dat in Nederland tussen 1842-1847 in vier delen verscheen als Grondbeginselen van den wetenschappelijken landbouw, vertaald en bewerkt door Evert Cornelis Enklaar (1799-1880).
Thaer is ook bekend om zijn experimenten met moeflonschapen in de schapenteelt.
Er zijn monumenten ter ere van Thaer in Leipzig, Berlijn, Celle, Halle, Möglin, en in Kadaň tegenover de daar aanwezige landbouwschool.

## Publicaties
- 1798–1804. Einleitung zur Kenntniß der englischen Landwirthschaft. 3 delen.
- 1809–1812. Grundsätze der rationellen Landwirthschaft. 4 delen.
- 1815. Leitfaden zur allgemeinen landwirthschaftlichen Gewerbs-Lehre. Realschulbuchhandlung, Berlin.